# تئوری سیستم‌های خاکستری
تئوری سیستم‌های خاکستری یا تحلیل‌های رابطه خاکستری برای اولین بار توسط جولانگ دنگ (Deng Julong) در سال ۱۹۸۲ مطرح شد. تئوری سیستم‌های خاکستری عدم قطعیت را به صورت بازه نمایش می‌دهد که عرض بازه می‌تواند منعکس کننده میزان عدم قطعیت باشد. در دنیای واقعی سیستم‌ها در اغلب اوقات بصورت کامل شناخته شده نیستند. بخشی از سیستم شناخته شده‌است (سفید) و بخشی از سیستم ناشناخته است (سیاه). ترکیب اطلاعات شناخته شده و شناخته نشده را می‌توان با رنگ خاکستری نمایش داد. به عبارتی دیگر، سیستم خاکستری به معنای سیستمی است که در آن بخشی از اطلاعات شناخته شده و بخشی از اطلاعات ناشناخته است. این رویکرد همانند منطق فازی کاربرد گسترده‌ای در دنیای واقعی داد که در سال‌های اخیر در زمینه‌های مختلف مورد استفاده قرار گرفته‌است.
پس از معرفی نظریه خاکستری در حوزه کنترل، کاربردهای این نظریه در سایر علوم مورد توجه محققان قرار گرفته و   این تئوری در حوزه های مختلف نظیر علوم انسانی و علوم اجتماعی به کار گرفته شده است. معرفی این نظریه و ابزارهای کاربردی آن، اولین بار توسط دکتر تورج کریمی، استاد دانشگاه تهران، به جامعه  علمی ایران معرفی شد. در کتابهای فارسی تالیفی ایشان ( مدلسازی سیستم های خاکستری)، مباحث پیچیده ریاضیاتی با مثالهای ساده توضیح داده شده و با تشریح بررسی های موردی در حوزه های مختلف، کاربردهای ابزارهای مختلف تشریح شده است.

## تحلیل رابطه خاکستری داینامیک
فرض کنید {\displaystyle X_{0}=\left(x_{0}\left(1\right),x_{0}\left(2\right),\dots ,x_{0}\left(n\right)\right)} یک سری داده ایده‌آل است و {\displaystyle X_{k}=\left(x_{k}\left(1\right),x_{k}\left(2\right),\dots ,x_{k}\left(n\right)\right),k\mathrm {\ =\ 1,2,3,\dots ,} m} یک سری داده جایگزین با طول بردار برابر است. نمره رابطه خاکستری برای این دو بردار از طریق فرمول زیر محاسبه می‌گردد:

{\displaystyle {\mathit {\Gamma }}_{0k}=\int _{j=1}^{n}{w\left(j\right)\times {\gamma }_{0k}\left(j\right)}}
در حالی که ضریب رابطه خاکستری از طریق فرمول زیر محاسبه می‌گردد:
{\displaystyle {\gamma }_{0k}\left(j\right)={\frac {{{min}_{k}{min}_{j}\ }|x_{0}\left(j\right)-x_{k}(j)|+{{{\xi \left(j\right)}_{0k}\mathrm {\ } max}_{k}{max}_{j}|x_{0}\left(j\right)-x_{k}(j)|\ }}{|x_{0}\left(j\right)-x_{k}(j)|+{{{\xi \left(j\right)}_{0k}\mathrm {\ } max}_{k}{max}_{j}|x_{0}\left(j\right)-x_{k}(j)|\ }}}}
در فرمول‌های بالا {\displaystyle w\left(j\right)}  بیانگر وزن هر یک از اعضا سری داده ورودی است و بیشتر در مواقع حل مسائل تصمیم‌گیری چندمعیاره کاربرد دارد. همچنین {\displaystyle \xi \left(j\right)\in (0,1]} بیانگر ضریب تمایز خاکستری داینامیک است که مقدار بهینه آن برای هر مسئله می‌بایست با استفاده از مدل برنامه ریزی خطی محاسبه گردد. لازم به ذکر است تحلیل رابطه خاکستری داینامیک فرم کلی تحلیل رابطه خاکستری است. در تحلیل رابطه خاکستری مقدار ضریب تمایز همواره 0.5 در نظر گرفته می‌شد در حالیکه در تحلیل رابطه خاکستری داینامیک این مقدار براساس ماهیت داده‌های ورودی محاسبه می گردد. مقدار بهینه ضریب تمایز داینامیک در تحلیل رابطه خاکستری داینامیک از طریق مدل برنامه ریزی خطی زیر قابل محاسبه است:

{\displaystyle {\begin{aligned}&\max \xi (j)=h\Psi (1)+h\Psi (2)...+h\Psi (n)\\&\ s.t.\\&\Psi (j)={\frac {{\frac {1}{m}}\textstyle \sum _{k=1}^{m}\displaystyle |x_{0}\left(j\right)-x_{k}(j)|}{{{}\mathrm {\ } max}_{k}{max}_{j}|x_{0}\left(j\right)-x_{k}(j)|\ }}\\&\ h\in [1,2]\\&\ h\Psi (j)\leq 1\end{aligned}}}

تحلیل رابطه خاکستری داینامیک در نرم افزار متلب جهت استفاده در تصمیم‌گیری چندمعیاره پیاده‌سازی شده است و بصورت رایگان در سایت Mathworks قابل دسترسی است (به منبع  رجوع شود). 

## برنامه‌ریزی خطی خاکستری
مسائل برنامه‌ریزی خطی که دارای پارامترهای خاکستری هستند به صورت زیر تعریف می‌گردند:
{\displaystyle {\begin{aligned}&\max S=C(\otimes )X\\&\ S.t.\\&\ A(\otimes )X\leq b(\otimes )\\&\ X\geq 0\\\end{aligned}}}
به این نوع مسئله برنامه‌ریزی خطی با پارامترهای خاکستری می‌گویند که در آن {\displaystyle C(\otimes )} شاخص هزینه خاکستری، {\displaystyle A(\otimes )} ماتریس شاخص مصرف خاکستری، {\displaystyle b(\otimes )} شاخص محدودیت برای مصرف منابع به صورت خاکستری و {\displaystyle X} متغیر تصمیم‌گیری مسئله است. تا کنون روش‌های حل مختلفی برای مدل‌های برنامه‌ریزی خطی خاکستری ارائه شده‌است که با تبدیل مدل خاکستری به یک مدل چند هدفه قطعی مقدار بهینه خاکستری را برای متغیرهای تصمیم ارائه می‌کند.

## تصمیم‌گیری چند معیاره خاکستری
تا کنون روش‌های تصمیم‌گیری چند معیاره خاکستری مختلفی ارائه شده‌است که داده‌های ورودی در آن‌ها بصورت اعداد خاکستری تعریف می‌شوند. به عنوان مثال می‌توان به روش تصمیم‌گیری چندمعیاره OPA خاکستری، روش تصمیم‌گیری تحلیل رابطه خاکستری داینامیک، روش تصمیم‌گیری بهترین-بدترین خاکستری، روش تصمیم‌گیری خاکستری QUALIFLEX و روش تصمیم‌گیری تاپسیس خاکستری اشاره کرد.